# Кирил Джидров
Кирил Джидров е български революционер, деец на Вътрешната македонска революционна организация.

## Биография
Роден е в град Кочани, тогава в Османската империя, днес в Северна Македония. Завършва Солунската българска търговска гимназия. Влиза във ВМРО и става близък сътрудник на Тодор Александров. Става член на Македонското студентско дружество „Вардар“. Убит е в 1922 година от органи на полицията при конфликта на ВМРО с правителството на БЗНС.